# Croix pour services rendus pendant la guerre (Saxe-Meiningen)
La Croix pour services rendus pendant la guerre avec la Médaille pour services rendus pendant la guerre est créée le 7 mars 1915 par le duc Bernard III de Saxe-Meiningen-Hildburghausen.

## Croix pour services rendus pendant la guerre
Cette distinction, décernée exclusivement aux officiers, est une croix de bronze entourée d'un cercle. Les quatre angles de la croix sont surmontés d'une couronne. Sur l'avers, le cerceau est formé d'une couronne de chêne. Dans le médaillon l'initiale B (Bernhard). Au revers dans le cercle l'inscription· FÜR VERDIENST · IM KRIEGE 1914/15 et dans le médaillon les armoiries de Saxe.
Une couronne est fixée entre la croix et l'anneau porteur.

## Médaille pour services rendus pendant la guerre
Réalisée en bronze noir, la médaille ronde est décernée aux sous-officiers, hommes de troupe et autres sans grade. Elle représente la distinction décrite ci-dessus, avec une couronne sur le bras supérieur de la croix.

## Manière de porter
Les deux récompenses sont portées sur un ruban noir avec des bandes latérales jaunes et vertes sur la poitrine gauche.